# Grégoire IV de Constantinople
Grégoire IV de Constantinople (en grec : Γρηγόριος Δ΄ Στραβοαμασείας) fut patriarche de Constantinople pendant deux mois en 1623.

## Biographie
Métropolite d'Amasée, Grégoire est nommé à la place de Cyrille Ier Loukaris le 12 avril 1623, mais il est déposé par le Sultan ottoman au bout de deux mois de pontificat le 18 juin 1623. Son prédécesseur le fait étrangler sur la route de l'exil.